# フィリップ・クプレ
フィリップ・クプレ（Philippe Couplet、1623年5月31日 - 1693年5月16日）は、ベルギーのイエズス会修道士。中国名は柏応理。清に渡って布教を行った。四書のラテン語訳でとくに知られる。

## 略歴
クプレはメヘレン（マリーヌ、当時はスペイン領ネーデルラントのフランドル地方）に生まれ、1640年にイエズス会に入会した。はじめ同い年の友人フェルディナント・フェルビーストやフランソワ・ド・ルジュモンとともにメキシコ宣教を目標としていたが、ヨーロッパを訪問中のマルティノ・マルティニに触発されて中国行きを目指し、中国に戻るミハウ・ボイムと同じ船で1656年に中国に向けて出発、途中シャムを経由して1659年にマカオに到着した。クプレは中国南方各地で布教し、この時に徐光啓の孫娘でキリスト教徒のカンディーダ（甘第大、1607-1680）の支援を受けることができた。1665年から1670年まで楊光先がキリスト教排斥事件（康熙暦獄）を起こすと広州に幽閉された。1671年以降は、松江・崇明島で布教した。
クプレは1680年に中国のイエズス会の代表としてローマに派遣されることになった。翌年、中国人の沈福宗をともなってマカオを出発し、バタヴィアを経由して、1682年10月にオランダに到着した。ローマで教皇インノケンティウス11世に会い、ミサを中国語で行うことの許可を求めた。クプレは宣教師によって中国語で書かれたキリスト教の書籍400巻を教皇に贈った。
クプレと沈福宗はフランスでルイ14世に面会して、北京に数学者のイエズス会士を派遣するように依頼した。この結果、ルイ14世は1685年にジョアシャン・ブーヴェらを派遣した。これはフランスから中国に派遣された最初の宣教師だった。
当時、アジアの教会の管理権に関して教皇とポルトガル王の間に争いがあり、その間宣教師はリスボン港を使えなかったため、クプレの帰還は遅れた。クプレはパリに1687年まで滞在し、そこからさらにイギリス・ポルトガル・スペインをまわった。
クプレと沈福宗は1692年にリスボンを出発したが、航海中に沈福宗は病死し、クプレもゴア付近で嵐にあって命を落とした。

## 主な著作

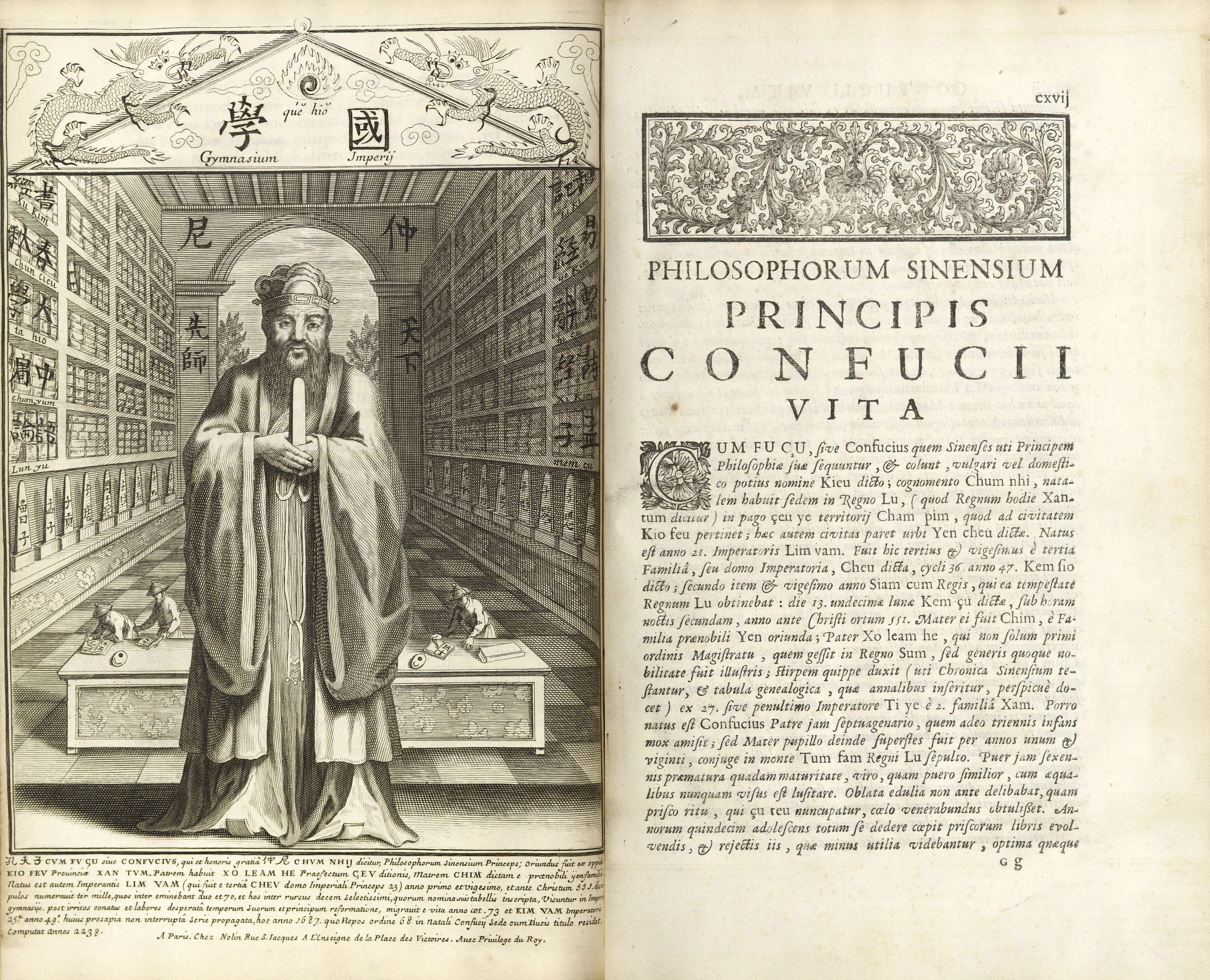
Confucius Sinarum Philosophus 序文より孔子の生涯

クプレは四書のうち『大学』『中庸』『論語』のラテン語訳をパリで出版した。100ページを越える長文の序文はクプレによるが、実際の翻訳はイントルチェッタら複数のイエズス会士による。序文には六十四卦の図が記されている。なお、『孟子』を含む四書の完訳は18世紀はじめにフランソワ・ノエルによって出版された。
- Confucius Sinarum Philosophus. Paris: Daniel Horthemels. (1687)

この書物にはクプレによる中国史年表(Tabula chronologica monarchiae sinicae)が付属している。
クプレはカンディーダの伝記をラテン語で書いたが、そのフランス語訳がパリで出版された。
- Histoire d'une dame chrétienne de la Chine. Paris: Chez Estienne Michallet. (1688)

クプレは中国からヨーロッパへの旅行の途中バタヴィアにたちより、そこでミハウ・ボイムによる漢方医学の著作をドイツ人医学者のアンドレアス・クライヤーに渡した。この書物(Specimen medicinae sinicae)はクライヤーの名前で1682年に出版された。なお、この書物の著者に関しては議論が分かれ、実際にはクプレが書いたという説もある。
クプレが中国語で著した書物には、『天主聖教百問答』（カテキズムの一種。1675年刊）、『四末真論』（最後の審判・天国・地獄について述べた書物。1675年刊）、『永年瞻礼単』（教会暦。1680年刊）、『週歳聖人行略』（聖人の略歴、印刷されず）などがある。